# 屋代景頼
屋代 景頼（やしろ かげより）は、戦国時代から江戸時代初期の武将。戦国大名・伊達政宗の側近。

## 生涯
永禄6年（1563年）、伊達氏家臣・屋代修理の子として生まれる。
屋代氏は藤原姓で羽州(山形県)置賜郡屋代荘を本拠とし、景頼の祖父・閑盛が屋代を称したことに始まる。
閑盛は伊達尚宗の代に宿老を務めていたが、父・修理の代になって没落しており、景頼の兄の源六郎は家を出て鹿股氏の養子となっていた。
家督を継いだ景頼は天正5年（1577年）に元服した世子の伊達政宗付きとなり、片倉景綱らと共に政宗の側近集団を形成した。
天正12年（1584年）に政宗が家督を相続してからは数々の戦に従軍して武功を挙げ、天正14年（1586年）に安達郡宮森城に移された白石宗実に代わって刈田郡白石城主となり、天正18年（1590年）10月には父の代に没収されていた本領5,000石を還付されている。
天正19年（1591年）の葛西大崎一揆鎮圧の際には、政宗の命令により泉田重光と共に一揆の主立った者達を桃生郡須江山に誘き出して皆殺しにした。
同年政宗が岩出山城に減転封された際に白石城も没収されたため、新たに名取郡北目城主に任ぜられた。
文禄元年（1592年）1月5日、政宗が朝鮮出兵参陣のため西上すると岩出山城留守居役を命ぜられ、景頼の下には富塚宗綱・布施定時らが評定人（補佐役）として付けられた。
この後、政宗は文禄4年（1595年）の一時帰国を除けば、慶長5年（1600年）7月まで自領に戻ることを許されず、9年間にわたって留守居役の景頼に領国統治の全権が委ねられることとなった。
特に秀次事件以降は、政宗のみならず片倉景綱をはじめとする重臣の大部分も、伏見への常駐を義務付けられていたために、留守居役である景頼の権限はますます増大した。
家臣の家督相続認可や寺領寄進などの重要事項についても政宗から景頼に宛てた文書がそのまま判物と同様の効力を持つものとして扱われたほどであった。
景頼が留守居役を務めていた時期に、一門の伊達成実が伊達家から出奔したため（文禄4年（1595年）秋から慶長3年（1598年）までの間）、居城の角田城を接収に赴き、抵抗した成実の家臣・羽田実景ら30人余を討取っている。
なお、この時に景頼が成実の妻子を殺害したというのは昭和62年（1987年）のNHK大河ドラマ『独眼竜政宗』における創作に過ぎないが、同年12月に刊行された新人物往来社の『三百藩家臣人名事典』などがあたかも事実であるかの如く記載したため、このような謬説が流布されるに至ったのである。
慶長5年（1600年）、関ヶ原の戦いに際して帰国した政宗は岩出山城に戻らず、景頼の居城である北目城に入って策源地とした。
景頼は7月25日の白石城攻めでは亘理定宗に従い、かつての居城を上杉景勝から奪還し、続く慶長出羽合戦では、当初伊達政景の指揮下に入って山形城主・最上義光救援のため笹谷峠を超えたが、福島表の兵力不足を補うためとして茂庭綱元らと共に政宗に呼び戻され、10月6日の福島城攻めに参加した。
同年名取郡岩沼城主となり、慶長7年（1602年）には柴田郡船岡城主となる。
慶長6年（1601年）、岩出山城から青葉城への居城移転にともない留守居役としての任務が終了すると、景頼に委ねられていた領内統治権限のほとんどは青葉城留守居役および評定役を拝命した老臣・茂庭綱元の手に移っていったが、依然として景頼が陸奥仙台藩の重臣であることに変わりは無く、慶長11年（1606年）冬には翌年に実施が予定されていた再検地の総奉行を拝命した。
ところが慶長12年（1607年）1月5日、江戸に居た景頼は改易の上、即日追放された。仙台藩の公式記録である『伊達治家記録』によれば、改易・追放に至った経緯は以下の通りである。
仙台藩士・成田一平の所領に年貢を納めない百姓がおり、一平はこの百姓をどのようにすべきかと景頼に相談したところ、景頼が「あなたの配下に付けられた者なのだから、存分に処分したらよいだろう」と答えたので、一平はこの百姓を斬殺した。
この所領の元の知行主であった支倉紀伊がこの一件を上訴したところ、藩の正式な決定を経ずに私成敗を行ったのは不届きであるとして、一平は追放を申し渡された。
ところが、景頼は家来の佐藤十郎右衛門に命じて自身の知行地である柴田郡入間田に一平を匿わせたため、これを知った政宗は景頼に対し速やかに一平を追放するよう再三注意したが、なおも景頼が従わなかったため政宗は勅使河原木工允に命じて一平を成敗させた。
この日、前年の冬に一平が死亡したとの報が国許の中島宗求（一平の父）より届いたため、江戸で山岡重長・津田景康・大條実頼らによって景頼への尋問が行われ、改易が決定したという。
景頼はその日のうちに神田の寺へと立ち退き、翌日には江戸を離れて鎌倉へと向かった。当初越前北ノ庄藩主・結城秀康に景頼の妻の兄弟三人が仕えていた縁で召抱えられることになったが政宗の奉公構により破談となる。
そのため秀康は近江高島藩主・佐久間安政に景頼を領内に住まわせてくれるよう依頼した。同年閏4月に秀康が急逝すると弔問のため北ノ庄城を訪れている。
翌慶長13年（1608年）に近江にて死去。享年46。
景頼の子・三郎兵衛は成実に仕え、屋代氏は亘理伊達氏の家臣として明治に至るまで存続し、慶応4年（1868年）の戊辰戦争の際には時の当主が出羽米沢藩主・上杉斉憲への使者を務めている。
一方、仙台本藩においても、正保3年（1646年）に第2代藩主・忠宗により、鹿股重次に200石が与えられて屋代氏の再興が許され、重次の跡は重直(大町定頼次男) ー 景通 ー 景行(河東田具顕四男) ー 景美 ー 景永(石原休茂次男) ー 今朝之助と明治に至るまで存続した。